# Ford Lectures
Le Ford Lectures ("Conferenze Ford") sono una prestigiosa serie di conferenze pubbliche tenute annualmente presso l'Università di Oxford da un illustre storico sulla storia inglese o britannica. Conosciute comunemente come "The Ford Lectures", sono intitolate propriamente "Ford's Lectures in British History" ("Conferenze di Ford sulla storia britannica") e sono tenute da uno studioso eletto "Ford's Lecturer in British History" ("Conferenziere di Ford sulla storia britannica") per un periodo di un anno presso l'Università di Oxford. Il ciclo, che si tiene nel primo o nel secondo periodo dell'anno accademico oxfordiano – chiamati rispettivamente Michaelmas term (da settembre o da ottobre a dicembre) e Hilary term (da gennaio a marzo) –, consiste di almeno sei conferenze, i cui atti sono poi solitamente pubblicati in un volume.

## Storia del ciclo di conferenze
Le conferenze sono intitolate in onore del loro benefattore, James Ford (nato a Canterbury (Kent) il 31 ottobre 1779 - morto a Navestock (Essex, il 31 gennaio 1851), che si era formato al King's School (Canterbury) e iscritto al Trinity College (Oxford) nel 1797. Diplomatosi nel 1801, conseguì successivamente le lauree di Master of Arts e Bachelor of Divinity. Fu membro (fellow) del Trinity College dal 1807 al 1830. Le sue collezioni antiquarie sono andate disperse, ma sopravvivono nei patrimoni della Biblioteca Bodleiana, della Biblioteca del Trinity College (Oxford), della Biblioteca Britannica e della Biblioteca dell'Università di Cambridge. Nel suo testamento, Ford lasciò numerosi lasciti, alcuni dei quali furono riuniti in un fondo per il sostegno dei suoi figli sopravvissuti. Dopo che quewsti ultimi furono tutti morti, l'Università di Oxford ricevette un lascito di 2.000 sterline per finanziare una cattedra di storia inglese, che avrebbe dovuto essere istituita quando il capitale fosse cresciuto in maniera tale da coprire il pagamento di 100 sterline all'anno. Quando questo obiettivo fu raggiunto nel 1894, la somma non era tuttavia sufficiente per il mantenimento di un professore allo stipendio attuale. Dopo varie discussioni all'interno dell'Università, i fondi furono destinati a finanziare un ciclo di conferenze annuale sulla storia inglese da parte di un conferenziere che sarebbe stato scelto annualmente da una commissione di elettori. Il primo conferenziere Ford in storia inglese fu S. R. Gardiner, eletto per l'anno accademico iniziato nel 1896. Nel 1994, l'Università di Oxford cambiò formalmente il titolo ufficiale della serie da "Ford's Lectures in English History" in "Ford's Lectures in British History".
(Poiché le conferenze si possono tenere o nel trimestre di Michaelmas o in quello di Hilary (o in parte in entrambi), può sorgere confusione sulla pubblicazione perché può essere dichiarato l'uno o l'altro anno di calendario. La lista seguente indica l'anno accademico.)

## Conferenzieri Ford

### Fino al 1899
- 1896-97 S. R. Gardiner, Cromwell's Place in History
- 1897-98 Frederic William Maitland, Township and borough
- 1898-99 Adolphus William Ward, Great Britain and Hanover: some aspects of the personal union
- 1899-00 James Hamilton Wylie, The Council of Constance to the death of John Hus

### 1900-1949
- 1900-01 Charles Firth, Cromwell's army: a history of the English soldier during the Civil Wars, the Commonwealth and the Protectorate
- 1901-02 Charles Plummer, The life and times of Alfred the Great
- 1902-03 Julian Corbett, England in the Mediterranean
- 1903-04 Leslie Stephen, English literature and society in the 18th century
- 1904-05
- 1905-06 Arthur L. Smith, The Church and State in the Middle Ages
- 1906-07 Francis Haverfield, The Roman Occupation of Britain
- 1907-08
- 1908-09 Arthur Johnson, The Disappearance of the Small Landowner
- 1909-10 George Edmundson, Anglo-Dutch rivalry during the first half of the 17th century
- 1910-11 John William Fortescue, British Statesmen of the Great War, 1793–1814
- 1911-12 Reginald L. Poole, The Exchequer in the Twelfth Century
- 1912-13 T.F. Tout, The place of the reign of Edward II in English history
- 1913-14 Peter Hume Brown, The legislative union of England and Scotland
- 1914-15
- 1915-16
- 1916-17 A. G. Little, Studies in English Franciscan History
- 1917-18
- 1918-19
- 1919-20
- 1920-21
- 1921-22 Sir Richard Lodge, Great Britain and Prussia in the 18th century
- 1922-23 J. Armitage Robinson, The times of Saint Dunstan
- 1923-24 C. L. Kingsford, Prejudice and promise in 15th century England
- 1924-25
- 1925-26 H. W. Carless Davis, The age of Grey and Peel
- 1926-27 F. M. Powicke, Stephen Langton
- 1927-28
- 1928-29 F. M. Stenton, The First Century of English Feudalism, 1066–1166
- 1929-30 Alfred Francis Pribram, England and the International Policy of the European Great Powers, 1871–1914
- 1930-31 Keith Feiling
- 1931-32
- 1932-33 A. Hamilton Thompson, The English clergy and their organization in the later Middle Ages
- 1933-34 Lewis Namier, King, Cabinet, and Parliament in the Early Years of George III
- 1934-35
- 1935-36
- 1936-37
- 1937-38
- 1938-39 Eileen Power, The Wool Trade in English Medieval History
- 1939-40 James A. Williamson, The Ocean in English History
- 1940-41
- 1941-42 V. H. Galbraith, Studies in the public records
- 1942-43 Wilhelm Levison, England and the Continent in the Eighth Century
- 1943-44 Admiral Sir Herbert Richmond, Statesmen and Sea Power
- 1944-45 Austin Lane Poole, Obligations of Society in the XII and XIII Centuries
- 1945-46 David Matthew, The Social Structure in Caroline England
- 1946-47 T. F. L. Plucknett, Legislation of Edward I
- 1947-48 Sir Charles Webster
- 1948-49 David Knowles, The episcopal colleagues of Archbishop Thomas Becket
- 1949-50

### 1950-1999
- 1950-51 G. N. Clark, King James I and Dutch "Imperialism" in Asia
- 1951-52 Richard Pares, King George III and the politicians
- 1952-53 K. B. McFarlane, The Nobility of Later Medieval England
- 1953-54
- 1954-55 C.R. Cheney, From Becket to Langton: English church government 1170–1213
- 1955-56 A. J. P. Taylor, The Trouble Makers: Dissent over Foreign Policy, 1792–1939
- 1956-57 Philip Grierson
- 1957-58
- 1958-59 Norman Sykes, From Sheldon to Secker : aspects of English church history, 1660–1768
- 1959-60 G. Kitson Clark, The making of Victorian England
- 1960-61 Sir Goronwy Edwards, The second century of the English Parliament
- 1961-62 Christopher Hill, Intellectual Origins Of The English Revolution
- 1962-63 D. C. Douglas, William the Conqueror: the Norman impact upon England
- 1963-64 Norman Gash, Reaction and reconstruction in English politics, 1832–1852
- 1964-65 E. M. Carus Wilson, The rise of the English woollen industry
- 1965-66 J.H. Plumb The growth of political stability in England: 1675-1725
- 1966-67 Beryl Smalley, Intellectuals and Politics in the twelfth century
- 1967-68 Robert Blake, The Conservative Party from Peel to Churchill
- 1968-69 Charles Wilson, Queen Elizabeth and the Revolt of the Netherlands
- 1969-70 J. M. Wallace-Hadrill, Early Germanic kingship in England and on the continent
- 1970-71 Michael Howard, The continental commitment: the dilemma of British defence policy in the era of the two world wars
- 1971-72 G. R. Elton, Policy and Police: the enforcement of the Reformation in the age of Thomas Cromwell
- 1972-73 Rodney Hilton, The English peasantry in the later Middle Ages
- 1973-74 John Gallagher, The Decline, Revival and Fall of the British Empire
- 1974-75 Joan Thirsk, Economic Policy, Economic Projects and Political Economy, 1540–1700
- 1975-76 J. P. Kenyon, Revolution principles: the politics of party, 1689-1720
- 1976-77 G. W. S. Barrow, The Anglo-Norman era in Scottish history
- 1977-78 F. S. L. Lyons, Culture and Anarchy in Ireland, 1890–1939
- 1978-79 Patrick Collinson, The religion of Protestants: the church in English society, 1559–1625
- 1979-80 Donald A. Bullough, Alcuin: Achievement and Reputation
- 1980-81 Owen Chadwick, Britain and the Vatican during the Second World War
- 1981-82 J. J. Scarisbrick, Religious Attitudes in Reformation England
- 1982-83 J. O. Prestwich, The Place of War in English History 1066–1214
- 1983-84 Ian R. Christie, Stress and stability in late 18th-century Britain: reflections on the British avoidance of revolution
- 1984-85 John Habakkuk, Marriage, debt, and the estates system: English landownership 1650-1950
- 1985-86 S. F. C. Milsom, Law and Society in the 12th and 13th centuries
- 1986-87 Keith Robbins, Nineteenth-century Britain: England, Scotland and Wales: the making of a nation
- 1987-88 Conrad Russell, The Causes of the English Civil War
- 1988-89 Barbara Harvey, Living and dying in England 1140-1540, the monastic experience
- 1989-90 Paul Langford, Public Life and Propertied Englishmen, 1689–1798
- 1990-91 Lord Briggs, Culture and Communication in Victorian England
- 1991-92 David Underdown, A Freeborn People: politics and the nation in seventeenth-century England
- 1992-93 P. H. Sawyer, Wealth in Anglo-Saxon England
- 1993-94 F. M. L. Thompson, Gentrification and the Enterprise Culture: Britain 1780-1980
- 1994-95 Paul Slack, From Reformation to improvement: public welfare in early modern England
- 1995-96 James Campbell, Origins of the English state
- 1996-97 Jose Harris, A land of lost content? Visions of civic virtue from Ruskin to Rawls
- 1997-98 R. R. Davies, The first English empire: power and identities in the British Isles, 1093–1343
- 1998-99 T. C. Smout, Use and delight: environmental history in Northern England since 1600
- 1999-00 Keith Thomas, The ends of life: roads to fulfilment in early modern England

### Dal 2000
- 2000-01 Christopher Dyer, An Age of Transition? Economy and Society in England in the Later Middle Ages
- 2001-02 Peter Clarke Britain's image in the world in the twentieth century
- 2002-03 Quentin Skinner, Freedom, Representation, and Revolution, 1603–51
- 2003-04 John Maddicott, The Origins of the English Parliament
- 2004-05 Marianne Elliott, Religion and Ireland
- 2005-06 John Morrill, Living with Revolution
- 2006-07 Robert Bartlett, The Learned Culture of Angevin England
- 2007-08 Ross McKibbin, Parties People and the State: Politics in England c.1914-1951
- 2008-09 John Brewer, The Politics of Feeling in the Age of Revolutions, 1760-1830
- 2009-10 David Bates,  The Normans and Empire
- 2010-11 Peter Lake, Bad Queen Bess? Libelous Politics and Secret Histories in an Age of Confessional Conflict
- 2011-12 Roy Foster, Making a Revolution in Ireland, c.1890-1916
- 2012-13 John Blair, Building the Anglo-Saxon Landscape
- 2015-16 Christine Carpenter
- 2016–17 Stefan Collini, History in English Criticism, 1919–1961
- 2017–18 Alexandra Walsham, The Reformation of the Generations: Age, Ancestry, and Memory in England, c.1500–1700
- 2018–19 Mark Bailey, After the Black Death: Society, economy and the law in fourteenth-century England

### In sospeso
- 2019–20: ?.